# Orderbrief
De orderbrief (promesse) is een handelsdocument waarin een schuldenaar onvoorwaardelijk belooft te betalen aan een welbepaalde persoon. Het betreft hier dus geen recht aan toonder, immers enkel de persoon die op de brief vermeld staat als begunstigde, kan betaling eisen. Wanneer men de orderbrief wil overdragen - opdat iemand anders de begunstigde zou worden - moet men het dus endosseren.
Merk ook het verschil op met de wissel: de orderbrief wordt uitgeschreven door de schuldenaar in plaats van de schuldeiser.    
Endossement, recht van regres bij niet-betaling, verjaring zijn wel van toepassing op de orderbrief.

## Internationaal
In de internationale handel is de orderbrief beter bekend als een promissory note. Het gebruik ervan wordt geregeld door de Convention providing a Uniform Law For Bills of Exchange and Promissory Notes. Dit verdrag werd gesloten in Geneve in 1930 onder de auspiciën van de toenmalige Volkerenbond.
Om geldig te zijn moet de orderbrief ten minste de volgende bepalingen opnemen in de tekst:
- De benaming "orderbrief". De taal waarin het woord geschreven wordt, moet dezelfde zijn als dewelke waarin de rest van de orderbrief is opgemaakt.
- De onvoorwaardelijke belofte tot betaling van een bepaalde som
- De aanwijzing van de vervaldag
- De aanwijzing van de plaats waar de betaling moet geschieden
- De naam van degene aan wie of aan wiens order de betaling moet worden gedaan
- De vermelding van de dagtekening en van de plaats waar de orderbrief is ondertekend
- De handtekening van degene die de titel uitgeeft (ondertekenaar)

## België
In België wordt het gebruik van orderbrieven geregeld door afdeling II van de gecoördineerde wetten op de wisselbrieven en orderbriefjes uit 1955. De regeling lijkt sterk op de internationale verdragstekst. De verplicht op te nemen bepalingen zijn bijvoorbeeld exact dezelfde.

## Nederland
Sinds maart 2020 zijn er geen nieuwe promesses uitgegeven door het Agentschap van het ministerie van Financiën. In 2023 is vastgelegd dat dit ook niet meer gaat gebeuren. Eerder werden bijdragen aan internationale financiële instellingen zoals de International Development Association (IDA) en de Asian Development Bank (ASB) met een promesse vastgelegd die fysiek bij De Nederlandsche Bank (DNB) werd opgeslagen. Een promesse is een gewaarmerkt papier dat stamt uit de tijd van fysieke waardepapieren en dus van voor de digitalisering van het betalingsverkeer. Deze methode is verouderd en vanuit praktische oogpunt is het interne betalingsproces van de departementen vereenvoudigd. De stand van uitstaande promesses bedraagt per 1 januari 2023 473 miljoen euro. De laatste betalingen zullen in 2026 plaatsvinden. Per 2027 zijn er geen uitstaande promesses meer.